# Георгианская архитектура
Георгианская архитектура, георгианский стиль (англ. Georgian Style) — обобщающие наименования историко-региональных стилей английского искусства в период правления королей Ганноверской династии, которая охватывает практически весь английский XVIII век. Следующий исторический период правления королевы Виктории (1837—1901) именуют Викторианской эпохой.

## Периодизация
Георгианский период в истории британского искусства, главным образом архитектуры, подразделяют по «королевской традиции», соответственно времени правления трёх королей ганноверской династии:
- Раннегеоргианский стиль (англ. Early georgian) времени правления короля Георга I (1714—1727);
- Среднегеоргианский стиль (англ. Middle georgian) времени правления короля Георга II (1727—1760);
- Позднегеоргианский стиль (англ. Late georgian) времени правления короля Георга III (с 1760 года);
- Стиль Регентства в Англии, или «ридженси» (англ. Regency), периода правления регента Георга, принца Уэльского, будущего короля Георга IV, на время болезни отца Георга III (1811—1820[2].

## Раннегеоргианский стиль (1714—1727)
Годы правления короля Георга I следовали за царствованием королевы Анны Стюарт, времени «величайшего уровня вкуса», основанного на усвоении британской архитектурой классицистических традиций «континентального искусства», прежде всего палладианства. Сам король мало интересовался Англией, его более заботили германские владения, он даже не владел английским языком. Политикой, в том числе и в области искусства, занимался его первый министр, финансист, меценат и крупнейший в Англии коллекционер живописи, хранившейся в Хоутон-холле (Норфолк, Восточная Англия), Роберт Уолпол, отец писателя, родоначальника «готического романа» и также коллекционера Хораса Уолпола. Значительную роль в воспитании художественных вкусов того времени играли теоретические труды графа Э. К. Шефтсбери, поклонника античности и классического итальянского искусства.
Но более всего, в особенности для развития английской архитектуры, имела значение деятельность лорда Бёрлингтона, прозванного «графом-архитектором»: мецената, издателя, археолога-любителя и архитектора. В 1714—1715 годах Бёрлингтон был в Италии, там он познакомился с У. Кентом, вместе с которым занимался изучением творчества знаменитого вичентистского архитектора Андреа Палладио. Позднее изучал работы первого последователя Палладио на севере Европы — Иниго Джонса. В Англии Бёрлингтон стал пропагандировать палладианскую архитектуру и при его поддержке, возможно, и по его инициативе архитектор Колин Кэмпбелл предпринял издание трёхтомной энциклопедии «Британский Витрувий, или Британский архитектор» (Vitruvius Britannicus, or the British Architect..). Трактат был опубликован в 3-х томах в 1715—1725 годах (последующие издания: 1767, 1771) и имел важное значение в истории европейской архитектуры. Три тома были изданы по подписке, среди подписчиков были члены королевской семьи, многие меценаты, архитекторы и их заказчики. В сущности, это был развёрнутый иллюстрированный каталог построек английского классицизма, включающий проекты лорда Бёрлингтона, сэра Кристофера Рена, самого Кэмпбелла, Николаса Хоуксмура, Уильяма Кента, Иниго Джонса и других архитекторов-палладианцев.

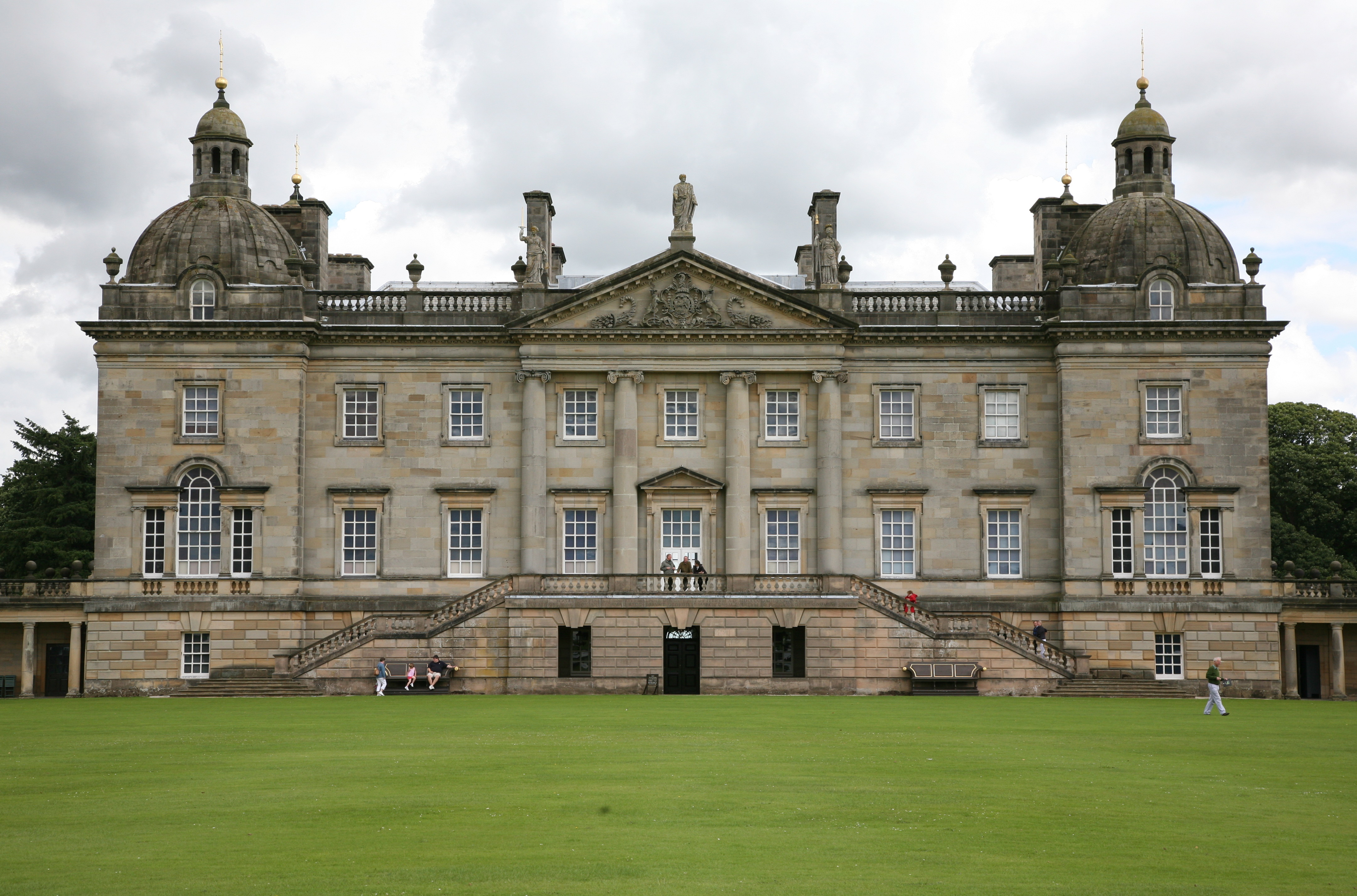
Хоутон-холл. Архитекторы К. Кемпбелл, Дж. Гиббс, У. Кент. 1721—1735
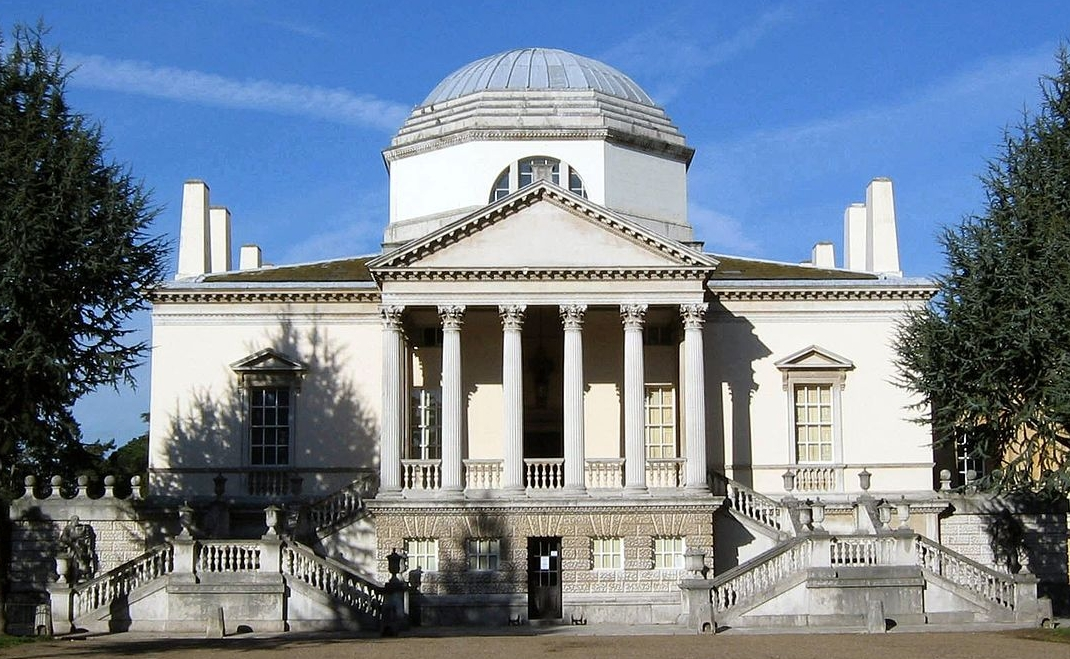
Чизик-хаус, Лондон. 1720-е гг. Архитекторы Р. Б. Бёрлингтон, У. Кент
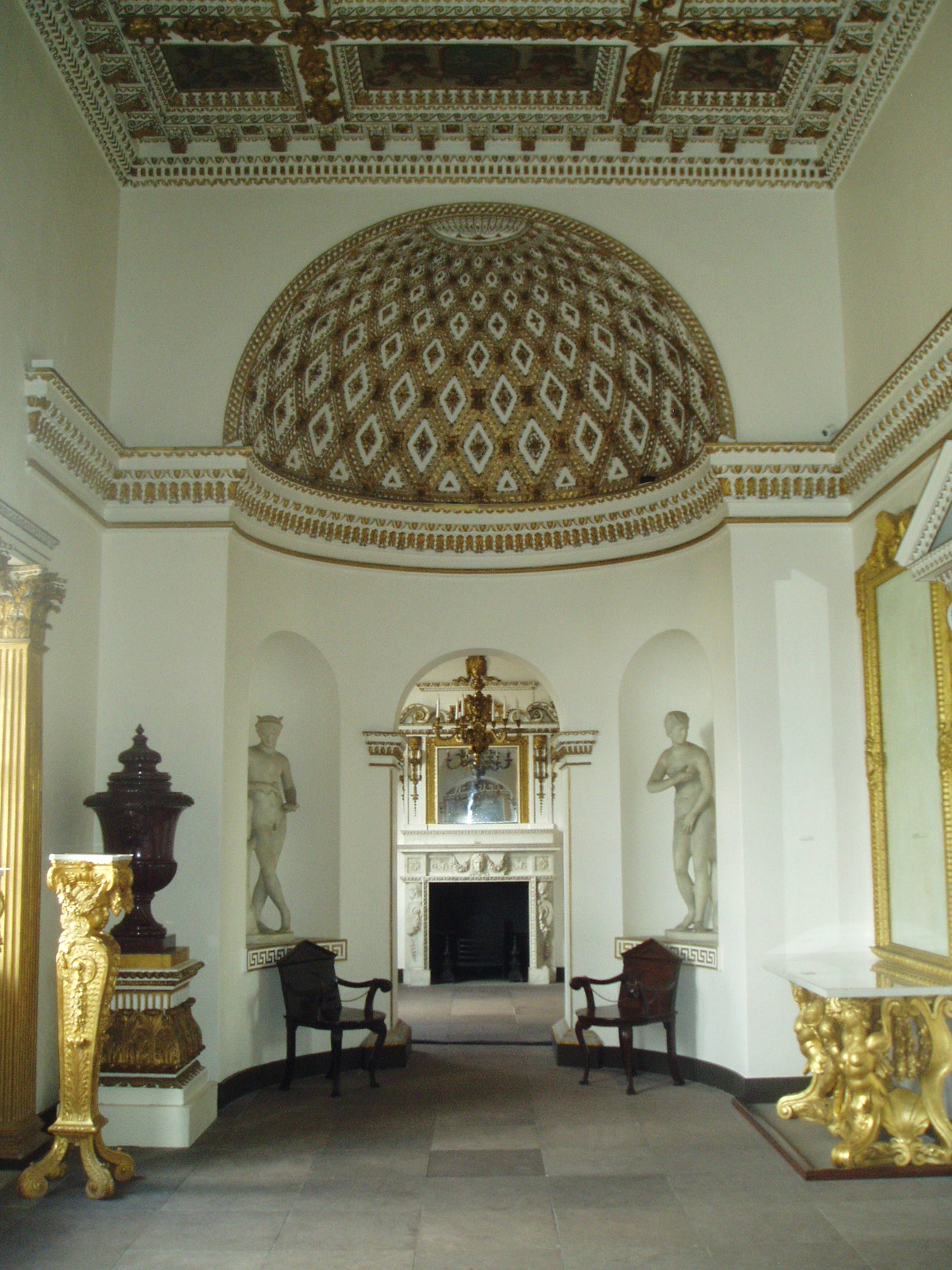
Чизик-хаус. Апсида
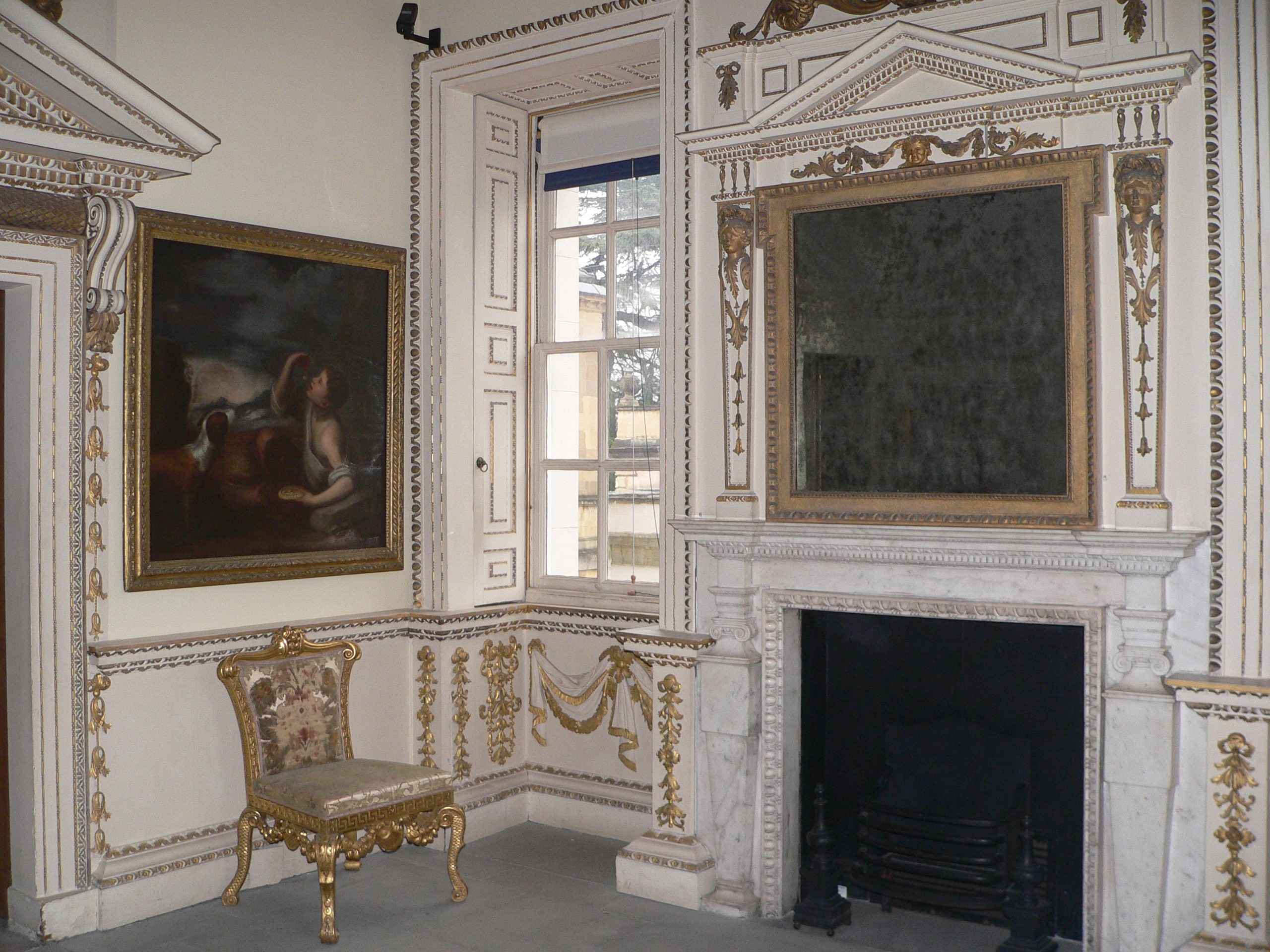
Чизик-хаус. Интерьер спальни
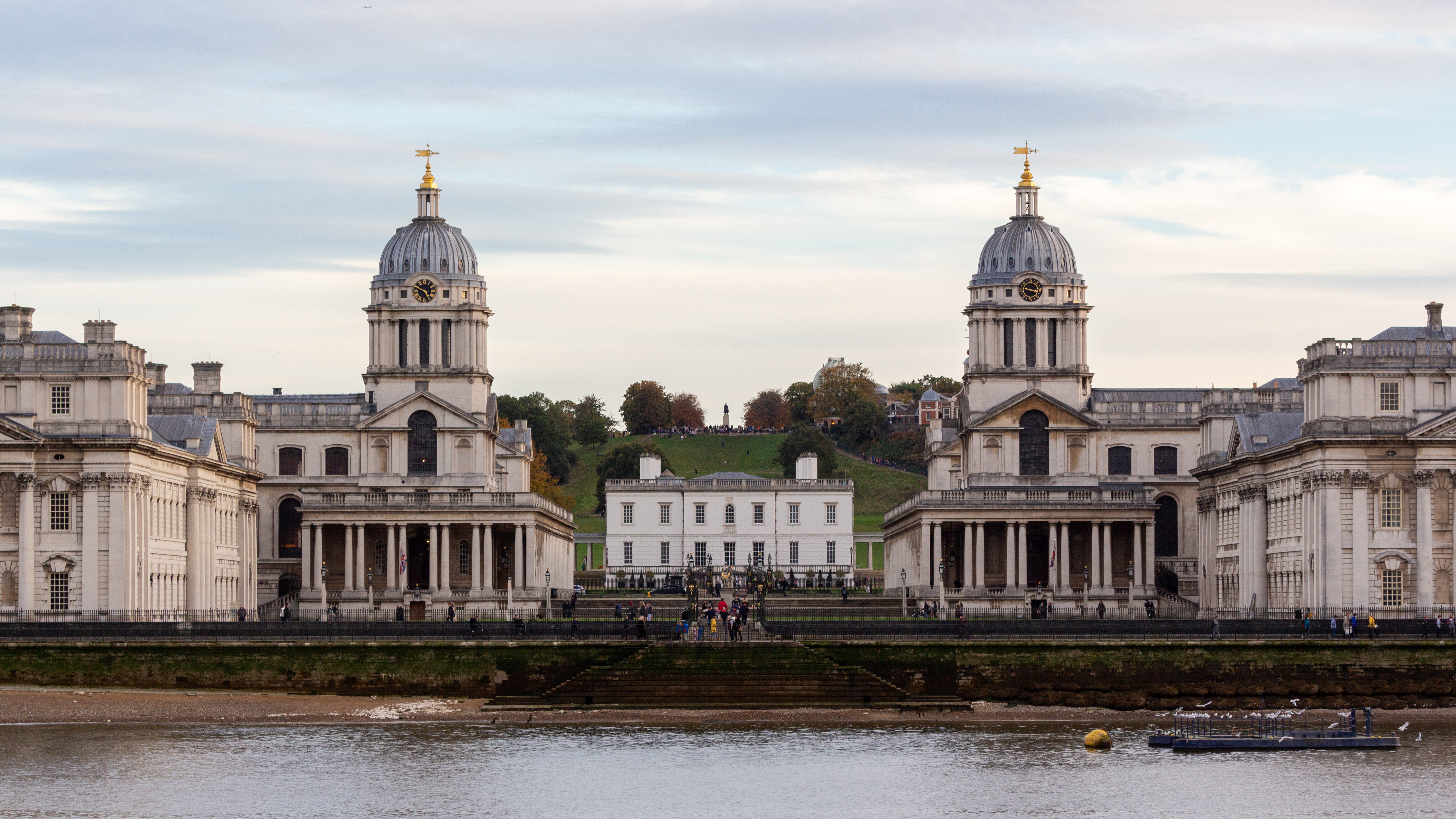
Королевский морской госпиталь в Гринвиче. 1696—1723. Архитекторы К. Рен, Н. Хоуксмур, Дж. Ванбру
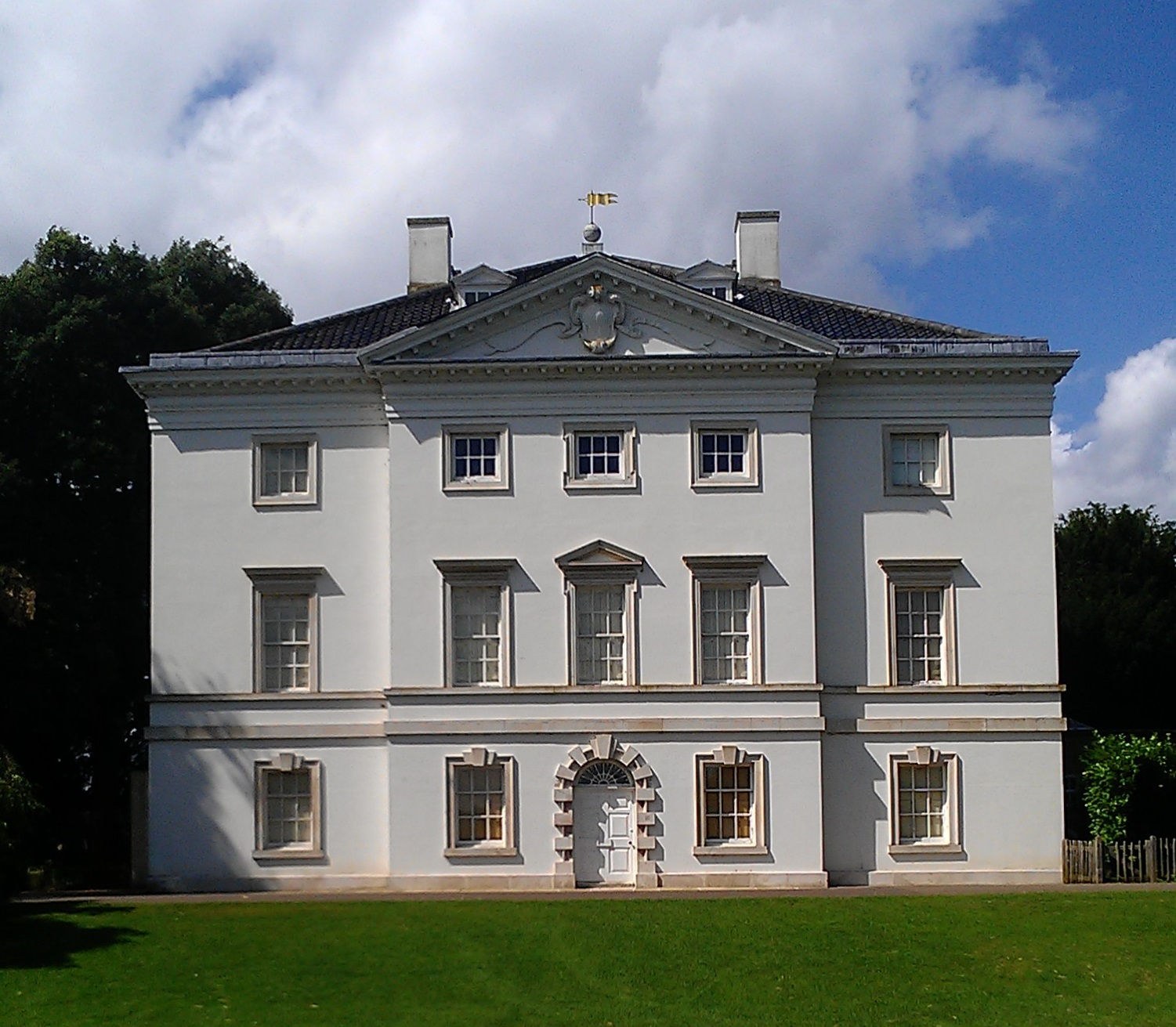
Южный фасад Марбл-Хилл хауса (англ.). Лондон. 1724-1729. Архитектор Р. Моррис по проекту К. Кэмпбелла

В 1732 году Бёрлингтон опубликовал в Лондоне альбом чертежей и выполненных Палладио обмеров построек под названием «Римские термы». Бёрлингтон поддерживал творчество Колина Кэмпбелла, Джеймса Гиббса, Уильяма Кента, И. Вэра (англ.), Джона Вуда, Джона Ванбру, Роджера Морриса.
После кончины выдающегося архитектора, Кристофера Рена в 1723 году, его ученик, Николас Хоуксмур, заканчивал возведение зданий Королевского морского Госпиталя в Гринвиче, выдающегося произведения английского классицизма с элементами барокко времени правления Стюартов. В оформлении интерьеров и мебели раннегеоргианского стиля ещё долго ощущались влияния неоготики и специфичного английского барокко. Сказывался консерватизм мироощущения британской аристократии.

## Среднегеоргианский стиль (1727—1760)
В период правления короля Георга II в искусстве Англии усиливались восточные влияния, в частности, искусства Китая, главным образом благодаря деятельности сэра Уильяма Чеймберса. Из поездки в Китай в 1748—1749 годах Чеймберс привёз акварели, рисунки, гравюры, способствовавшие возникновению интереса к «китайскому стилю» (шинуазри). Этот стиль нашёл отражение в «игровой архитектуре» садово-парковых павильонов, «китайских мостиков» и «пагод», а также в живописи, оформлении интерьеров и мебели. Именно в эти годы в Англии, как и в Голландии и Франции, получила распространение мебель из бамбука и лаковые кабинеты «под Китай» или с монтированными в европейскую мебель подлинными китайскими лаковыми панелями.
Во Франции стиль шинуазри органично взаимодействовал с интерьерами в стиле рококо. В Англии под влиянием рисунков и архитектурных проектов Чеймберса работал знаменитый английский мастер-мебельщик Томас Чиппендейл.

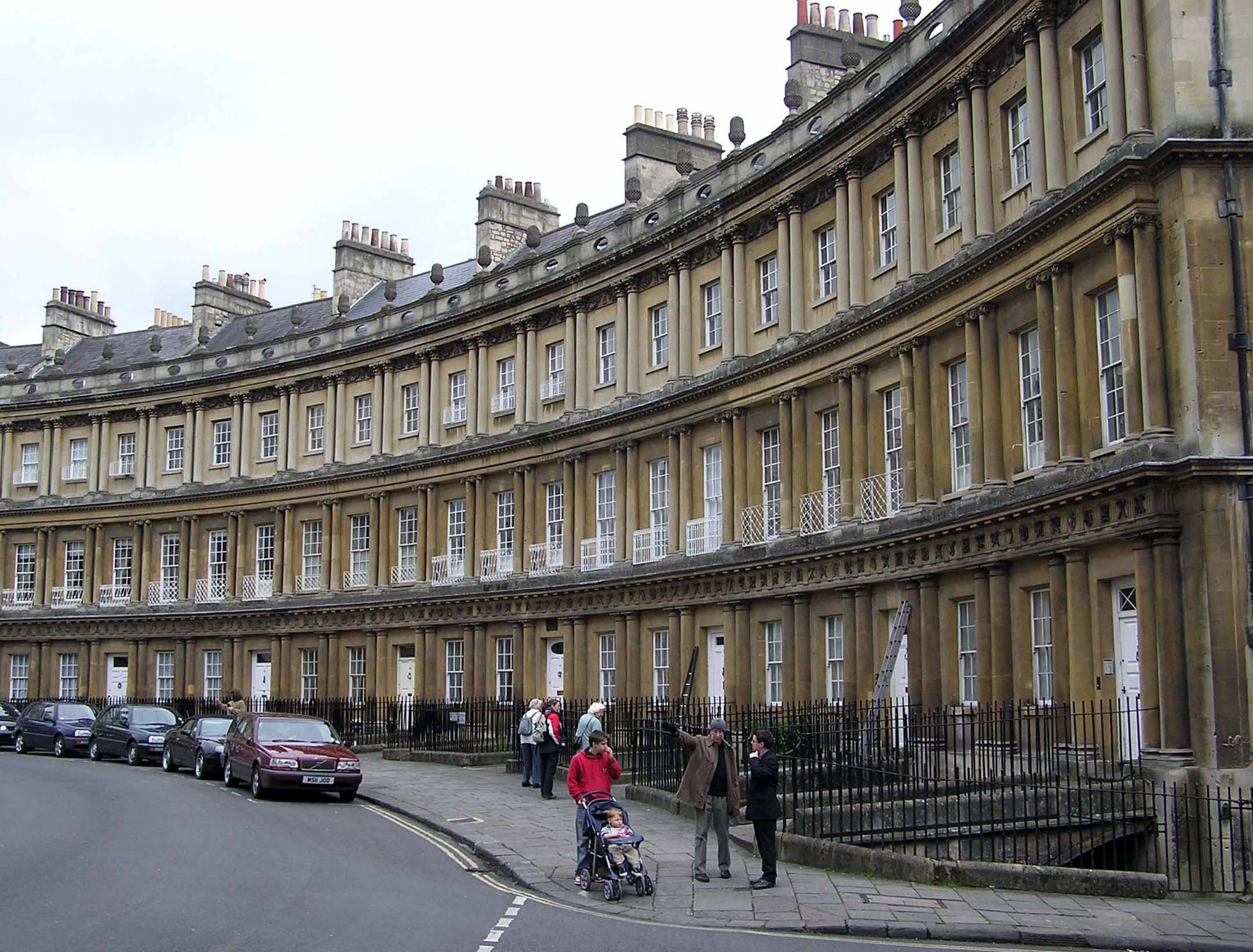
Круглая площадь в г. Бат. 1754—1768. Архитектор Дж. Вуд Старший
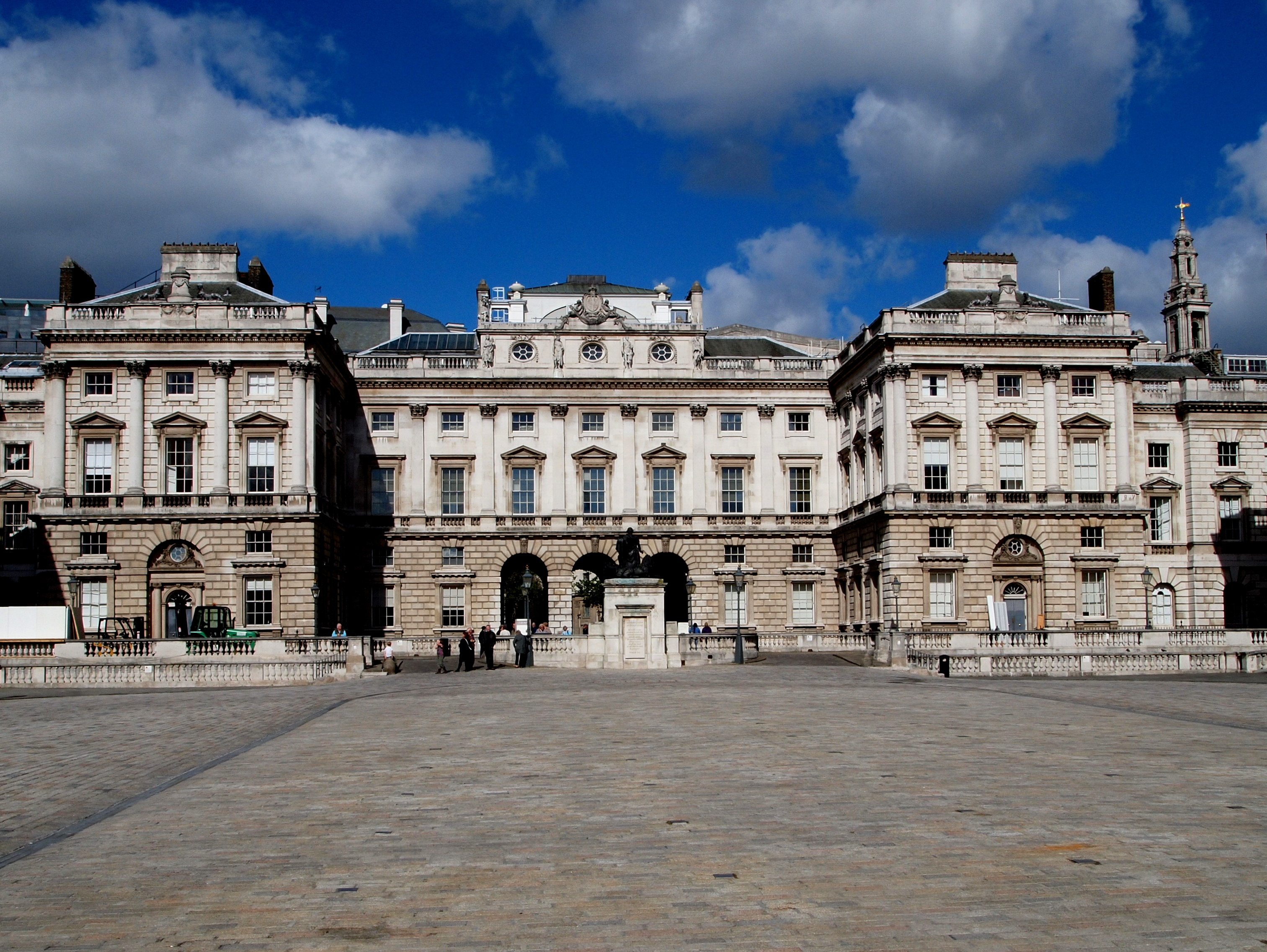
Сомерсет-хаус. Лондон. 1776-1796. Архитектор У. Чеймберс по проекту И. Джонса
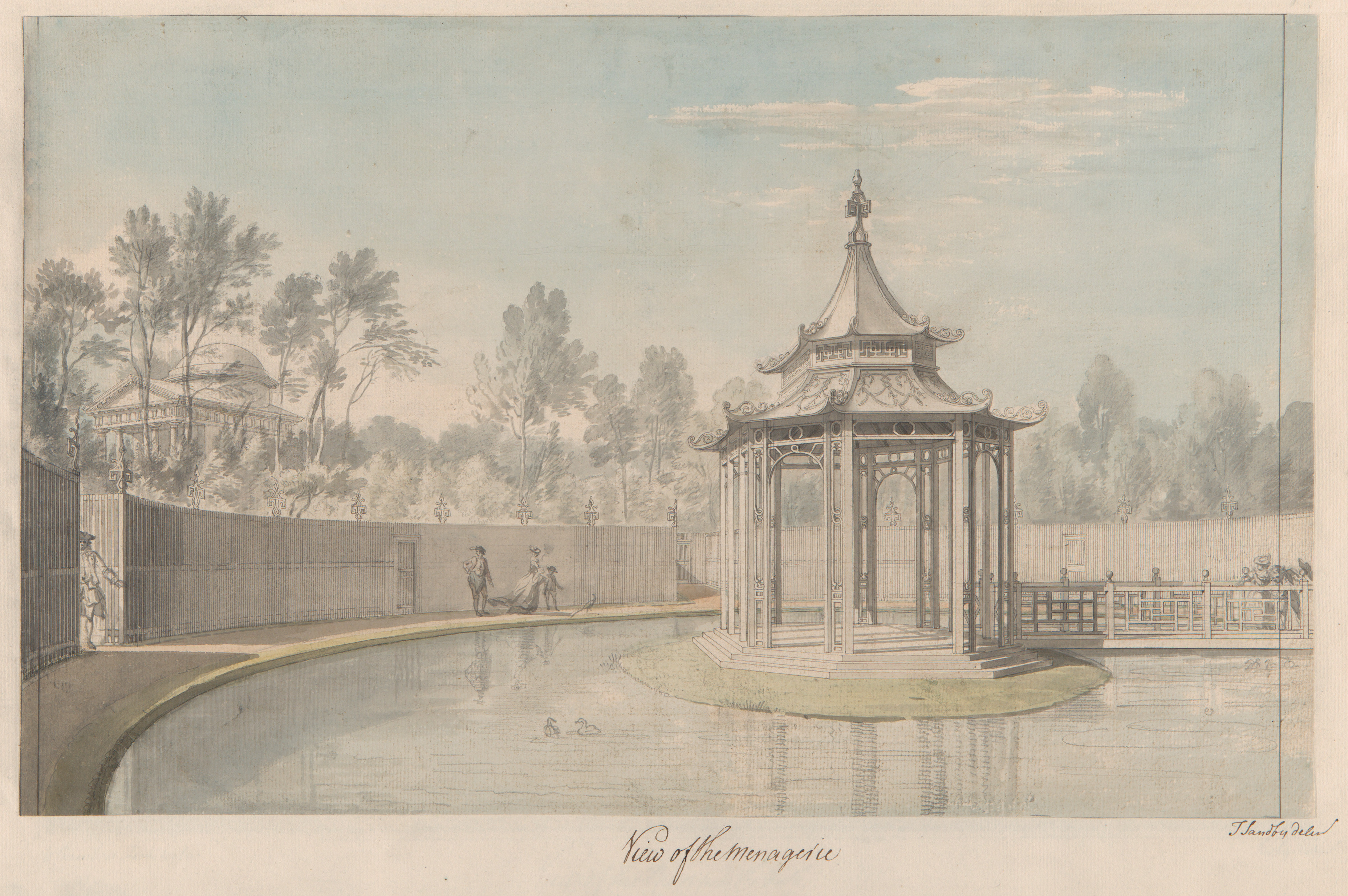
Вид менажери (птичника) в королевских садах Кью. Лондон. Проект У. Чеймберса
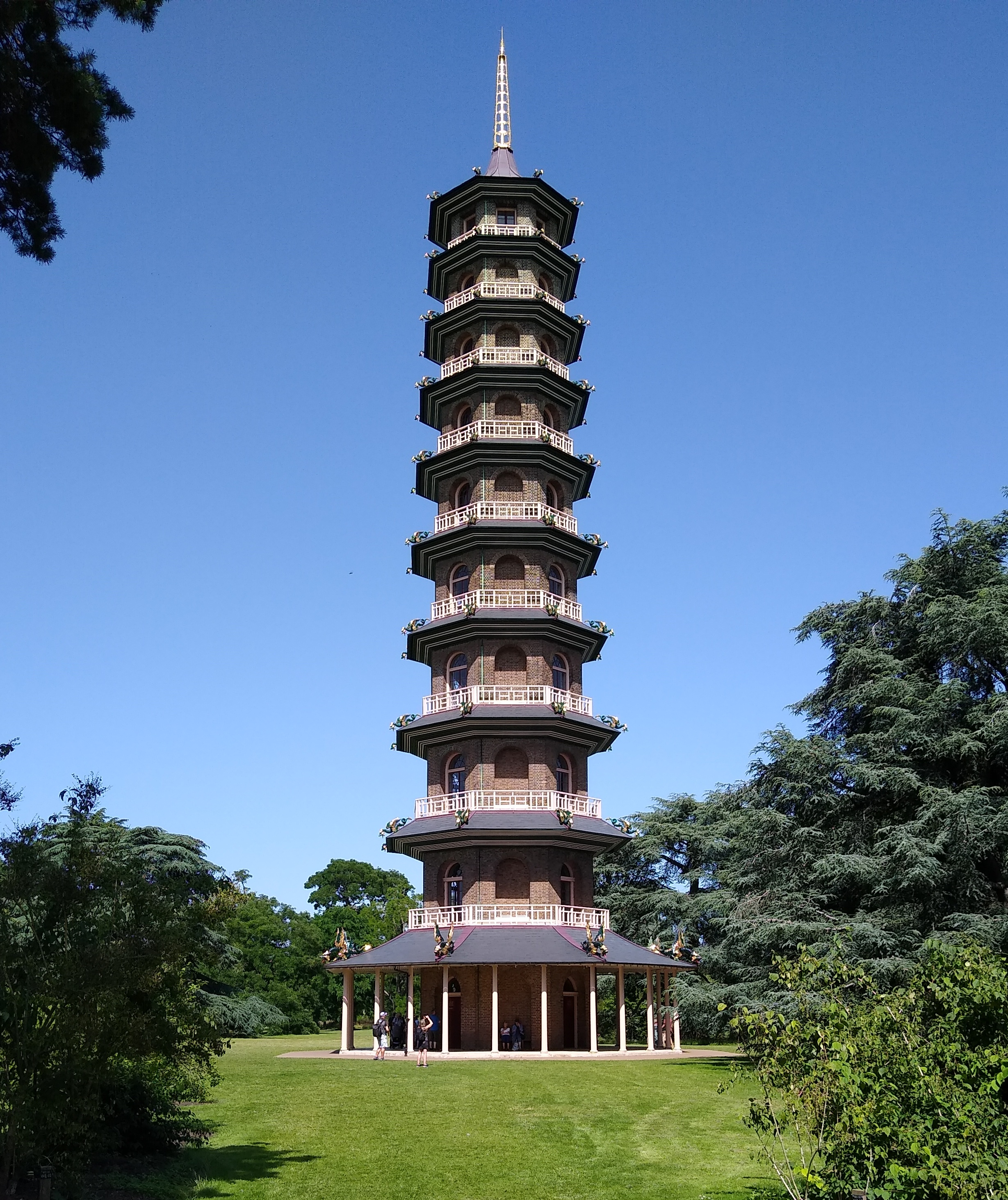
Пагода в королевских садах Кью. Лондон. 1761—1762. Архитектор У. Чеймберс
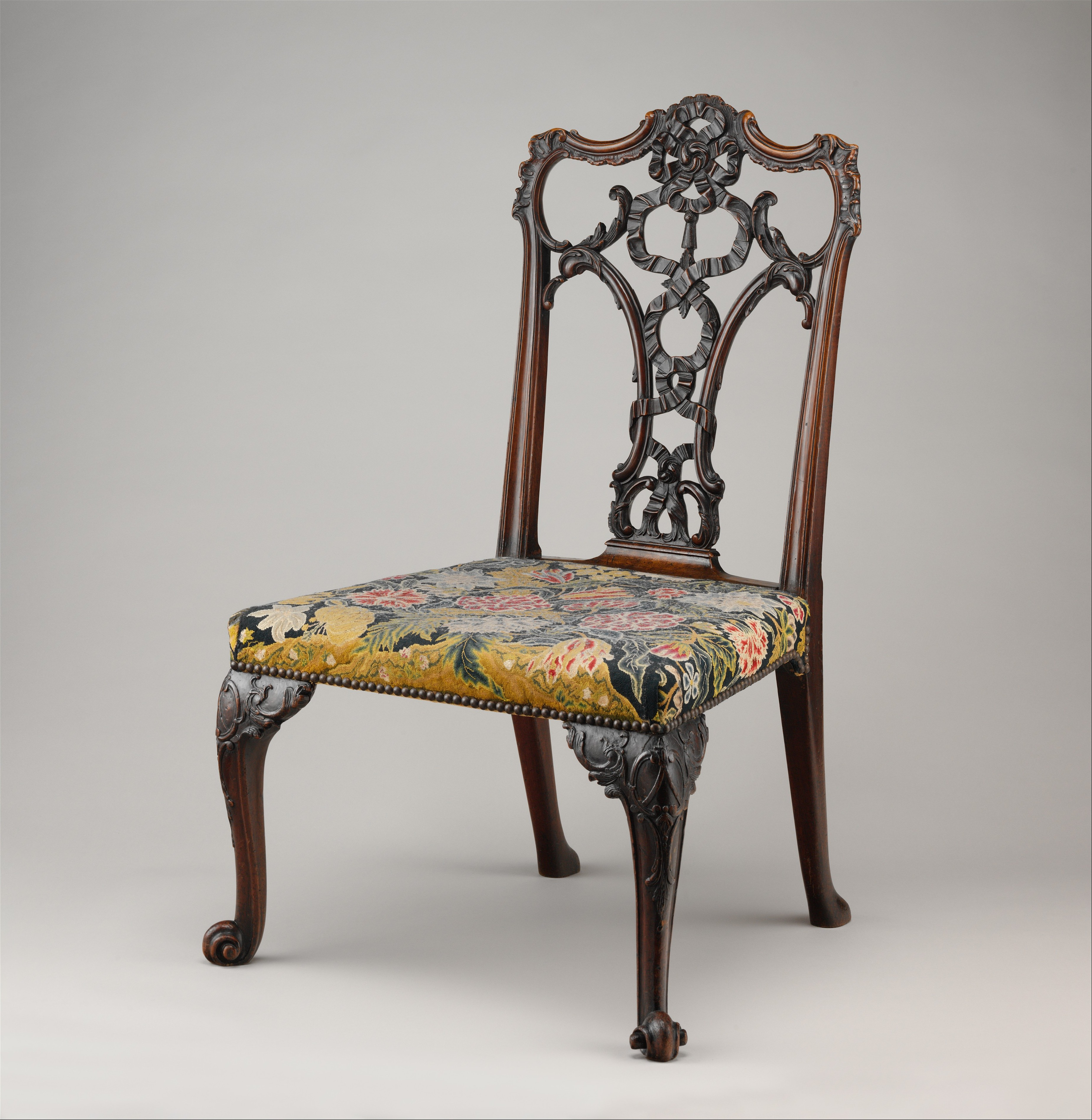
Кресло мастерской Т. Чиппендейла. Лондон. 1755 –1760

По причине распространённости восточных мотивов стиль Георга II называют «английским рококо» или «стилем Чеймберса». В США аналогичный архитектурный стиль того же времени, сложившийся под английским влиянием, именуют «колониальным».

## Позднегеоргианский стиль (1760—1811)
Художественный стиль времени правления короля Георга III считается высшей стадией английского классицизма. В этот период появились историко-региональные стилевые разновидности, называемые по именам выдающихся мастеров и мастерских: «Адельфи», «стиль Адам», стили «хэпплуайт» и «шератон». Конец XVIII века в Англии — время наибольшей популярности фаянсовых изделий Джозайи Веджвуда, стилизованных «под античность». После поездки в 1750 году в Италию, а также под воздействием творчества Роберта Адама и Шарля-Луи Клериссо, Уильям Чеймберс также обратился к античным прототипам в архитектуре. В этот период эклектично смешивались элементы многих художественных стилей: «Луи XVI» с «помпейскими», «этрусскими» и неоготическими мотивами.
Схожий стиль того же времени (1785—1815) в США называют «федеральным стилем».
Дальнейшее развитие неоклассического стиля в искусстве Англии связано с периодом эдвардианского неоклассицизма (1901—1910).

## Видные представители георгианской архитектуры
- Колин Кэмпбелл
- Ричард Бойль, 3-й граф Бёрлингтон
- Уильям Кент
- Роберт Адам
- Томас Арчер
- Джакомо Леони
- Джон Соун
- Джон Нэш
- Джон Вуд Старший
- Уильям Кент
- Роберт Смёрк